# Bankhaus E. J. Meyer
Das Bankhaus E. J. Meyer war ein traditionsreiches Bankhaus in Berlin.

## Geschichte
Das Bankhaus wurde 1816 von dem aus Körlin stammenden Kaufmann Elias Joachim Meyer (1783–1849) gegründet.
1847 wurde sein Sohn Abraham Meyer Teilhaber und leitete gemeinsam mit seinem Bruder Friedrich die Geschäfte des Bankhauses. Durch die Arbeit der beiden war das Bankhaus E. J. Meyer an verschiedenen bedeutenden Finanzierungen und Gründungen beteiligt. Neben verschiedenen Eisenbahngesellschaften, Banken und Industrieunternehmen, gehörten dazu beispielsweise 1856 die Mitteldeutsche Creditbank, ein Vorläuferinstitut der heutigen Commerzbank. 1870 zeichnete Abraham Meyer für das Bankhaus außerdem für knapp 500.000 Taler Anteile am Gründungskapital der Deutschen Bank, was dem zweitgrößten Zeichnungsbetrag entsprach. 1872 war die Bank außerdem gemeinsam mit der Deutschen Bank an der Gründung der Internationalen Bau- und Eisenbahngesellschaft AG beteiligt. 1875 wurde Abraham Meyer in den Generalrat der Reichsbank berufen.
Die Bankenkrise 1931 konnte das Institut unbeschadet überstehen.
1938 wurde das Bankhaus aus jüdischem Familienbesitz „an den „arischen“ Kaufmann Kurt Richter-Erdmann“ verkauft und damit arisiert. 1938 emigrierten Meyer und seine Familie. 1939 erfolgte der Umzug der Bank in die Jägerstraße 54–56. 1945 wurde das Bankhaus E. J. Meyer geschlossen.
Nach dem Zweiten Weltkrieg beschlagnahmte die Sowjetische Militäradministration in Deutschland (SMAD) Inhalte der Banktresore. Anschließend war die Abteilung Tresorverwaltung des Ministeriums der Finanzen der DDR mit der Verwaltung betraut.
Das Bankhaus E. J. Meyer ging schließlich im Bankhaus Wölbern & Co. auf.